# Cetechovice
Cetechovice är en ort i Tjeckien.   Den ligger i regionen Zlín, i den östra delen av landet, 230 km sydost om huvudstaden Prag. Cetechovice ligger 328 meter över havet och antalet invånare är 211.
Terrängen runt Cetechovice är kuperad åt sydost, men åt nordväst är den platt. Runt Cetechovice är det ganska glesbefolkat, med 47 invånare per kvadratkilometer. Närmaste större samhälle är Kroměříž, 16,9 km nordost om Cetechovice. I omgivningarna runt Cetechovice växer i huvudsak blandskog.